# Roud Folk Song Index
Roud Folk Song Index er en database bestående af omkring 250.000 referencer til omkring 25.000 sange der er indsamlet fra mundtlig overlevering på engelsk fra hele verden. Sangene blev indsamlet af Steve Roud, der var en tidligere bibliotekar i London Borough of Croydon.
Roud's Index er en kombination af Broadside Index (printede kilder før 1900) og en "feltoptagelses-indeks" indsamlet af Roud. Det indordner alle de tidligere printede kilder brugt af Francis James Child (Child Ballads) og inkluderer optagelser fra 1900 til 1975. Frem til begyndelsen af 2006 var indekset tilgængeligt ved et CD-abonnement, men det kan nu findes online på Vaughan Williams Memorial Librarys hjemmeside, hvor det bliver vedligeholdt af English Folk Dance and Song Society (EFDSS).